# The Others (serie televisiva)
The Others è una serie televisiva statunitense, ideata da John Brancato e Michael Ferris. Trasmessa in un'unica stagione, dal febbraio al giugno 2000, è costituita da 13 episodi.
Incentrata su un eterogeneo gruppo di medium (che si fanno chiamare Others), riuniti per fronteggiare fenomeni e forze paranormali, ha per protagonista Julianne Nicholson, che veste i panni della studentessa Marian. Del cast fanno parte anche Gabriel Macht e Bill Cobbs, quest'ultimo veterano del piccolo e grande schermo.
Il 4º episodio è stato diretto da Tobe Hooper, mentre l'episodio pilota è stato diretto da Mick Garris, regista noto per film sul "paranormale".

## Episodi
| Stagione       | Episodi | Prima TV USA | Prima TV Italia |
| -------------- | ------- | ------------ | --------------- |
| Prima stagione | 13      | 2000         | 2002            |

## Accoglienza
Secondo Mymovies la serie è «a metà strada tra Ai confini della realtà e i cultmovie Il sesto senso e Poltergeist», e «vanta effetti molto speciali degni del miglior cinema di genere, come la tecnica del CGI (Computer Graphic Images).»
Gli ideatori John Brancato e Michael Ferris sostennero che NBC chiese loro «la fiction più paurosa mai realizzata» (Damerini-Margaria)